# Château de Cellettes
Le château de Cellettes est situé sur la commune de Cellettes en Charente.

## Historique
Le premier seigneur connu est Bertrand de Celette (ou Celettes). En 1589 Josias de Celette reçoit d'Henri de Navarre le prieuré de Cellettes et Villognon. Il fit construire une partie du logis, l'autre partie qui porte la date de 1772 serait due à Jean Gaston, vicomte du Lau, colonel au régiment de Saintonge,.
Le 6 décembre 1611, Henri René du Lau, seigneur de Cellettes, fils de Josias, seigneur de la Côte, et d'Esther Goumard, épousa au château de Beaumont (à Cravans) Henriette de Pons, dame de Champniers, fille de Jacques de Pons, baron de Mirambeau et de Champniers en Périgord, et de Marie de La Porte,.
La totalité du château, logis, clôtures, portail et parties non bâties, a été inscrite monument historique le 23 juillet 2004

## Architecture
Le logis ancien, séparé du second logis par sa tourelle d'escalier polygonale à porte ornée d'un décor reconnu comme de la fin du XVIe siècle, est accosté d'une tour carrée et présente un édifice servant de latrines aux premier et second étages. Le logis daté de 1772 montre cinq travées de fenêtres et cinq lucarnes dans les combles. Son décor intérieur
de scènes militaires peintes sur cloisons de bois ou de plâtre rappelle les fonctions de Jean Gaston, vicomte de Lau, colonel au régiment de Saintonge.
La petite chapelle accolée à la partie la plus ancienne du logis est dénommée le Temple.